# Bahía Tukakas
Bahía Tukakas, także Bahía Tukaka, Bahía Tucacas, Laguna de Tucacas lub Laguna Tucacas – jezioro i laguna w Kolumbii, w departamencie La Guajira.